# Арвје (Аверон)
Арвје (фр. Arvieu) насеље је и општина у јужној Француској у региону Миди Пирене, у департману Аверон која припада префектури Родез.
По подацима из 2011. године у општини је живело 842 становника, а густина насељености је износила 17,95 становника/km². Општина се простире на површини од 46,91 km². Налази се на средњој надморској висини од 730 метара (максималној 929 m, а минималној 606 m).

## Демографија
| 1962. | 1968. | 1975. | 1982. | 1990. | 1999. | 2011. |
| ----- | ----- | ----- | ----- | ----- | ----- | ----- |
| 1.186 | 1.234 | 1.093 | 1.082 | 925   | 880   | 842   |

График промене броја становника у току последњих година